# Città di Como Challenger 2006
Il Città di Como Challenger 2006 è stato un torneo di tennis facente parte della categoria ATP Challenger Series nell'ambito dell'ATP Challenger Series 2006. Il torneo si è giocato a Como in Italia dal 28 al 3 settembre 2006 su campi in terra rossa.

## Vincitori

### Singolare
Simone Bolelli ha battuto in finale  Federico Luzzi con il punteggio di 4–6, 6–3, 6–2.

### Doppio
Jamie Delgado /  Jamie Murray hanno battuto in finale  Victor Crivoi /  Gabriel Moraru 6–2, 4–6, [10–7].